# Stade municipal de baseball de Taipei
Ne doit pas être confondu avec Stade municipal de Taipei.
Pour les articles homonymes, voir Stade municipal.
Le stade municipal de baseball de Taipei (en chinois traditionnel : 臺北市立棒球場 ; pinyin : Táiběi Shìlì Bàngqiúchǎng, et en anglais : Taipei Municipal Baseball Stadium) est un stade de baseball situé dans le district de Songshan de Taipei, à Taïwan. Ouvert en 1959, il est démoli en 2000 pour laisser place à la Taipei Arena.

## Historique
Le stade municipal de baseball de Taipei est ouvert en 1959, deux ans après le début des travaux. Le projet de construction a pris forme en 1957, après la visite de membres de l'université Waseda sur l'île de Taïwan. Parmi les premiers événements qu'il accueille, la 4e édition (en) des championnats d'Asie de baseball, en 1962, est organisée au stade municipal, les spectateurs assistant alors aux rencontres dans des tribunes inachevées.
Le stade est rénové en 1971, en vue des phases finales « Far Eastern » des Little League World Series (en) ; l'édifice devient à l'époque l'unique parc sportif au monde présentant une façade extérieure inspirée de l'architecture des palais chinois.
Le 17 mars 1990, le stade municipal de baseball de Taipei accueille un événement clé de l'histoire du baseball taïwanais : la toute première rencontre de la Ligue chinoise professionnelle de baseball, championnat national créé un an plus tôt, est organisée dans son enceinte. Ce match opposant les Brothers Elephants (en) aux Uni-President Lions (en), est joué devant 14 350 spectateurs ; la victoire revient aux Lions sur le score de 4-3. Le complexe sportif est le stade résident de plusieurs clubs du championnat durant son histoire : les Brothers Elephants (en), les Wei Chuan Dragons (en) et les Mercuries Tigers (en).
Vers la fin de l'année 2000, la municipalité de la ville de Taipei décide de construire un stade multifonction de 15 000 places sur le site du stade municipal de baseball. Après la destruction du stade municipal en 2000,, la construction débute ainsi le 12 novembre 2001, et s'achève le 27 juillet 2005. Le complexe ouvre officiellement le 1er décembre 2005 sous le nom de Taipei Arena.